# Alizé Lim
Alizé Lim, née le 13 juillet 1990 à Paris, est une joueuse de tennis professionnelle et personnalité de la télévision française.
En parallèle de sa carrière tennistique, elle varie ses activités à partir de 2017 en devenant consultante puis présentatrice pour différentes chaînes de télévision.

## Biographie
Née d'un père vietnamien et d’une mère française, Alizé Lim passe professionnelle en 2010 après avoir suivi une licence d'anglais à la Sorbonne.

### Carrière sportive
En 2013, lors des qualifications de Roland-Garros, elle est la seule Française à franchir le cap du 1er tour. Elle fait ses débuts dans le tableau principal l'année suivante contre la numéro 1 mondiale Serena Williams qui la bat sur le score de 6-2, 6-1. Elle figure alors au 135e rang mondial, son plus haut classement en simple.
En 2016, elle est battue à Roland-Garros au premier tour par Camila Giorgi. Lors de ce match, Alizé Lim porte une tenue qu'elle a elle-même conçue. Son équipementier Le Coq sportif, dont elle est l'égérie, lui laisse en effet le champ libre pour son développement.
Elle remporte trois titres en simple sur le circuit ITF, le dernier à Turin en 2015, et six en double. Son meilleur résultat sur le circuit WTA est un quart de finale au WTA 125 de Bombay en 2017. En double, elle est demi-finaliste à Rio de Janeiro et Florianopolis en 2016.

### Activités médiatiques
Alizé Lim fait ses débuts à la télévision en tant que consultante pour France Télévisions lors de Roland-Garros en 2017 et en 2018.
En 2019, elle participe, pour une association caritative, au jeu télévisé sportif La Course des champions sur France 2. Elle présente sur la chaîne plusieurs émissions et webséries dont L’Onde musicale de 2021 à 2023.
En 2021, elle publie sa biographie Éloge de l’inconditionnel dans lequel elle aborde notamment sa condition de HPI.
Depuis 2021, elle intervient régulièrement comme présentatrice pour les chaînes américaines Tennis Channel et Warner Bros. Discovery, et depuis 2022, sur Eurosport en anglais en tant que consultante où elle couvre notamment des tournois du Grand Chelem.
En août 2023, elle participe à l'émission de télévision La Photo parfaite sur M6.
En août 2024, elle prend part à la couverture des Jeux olympiques de Paris sur une chaîne numérique dédiée de la plateforme france.tv.
En mai 2025, Alizé Lim est à la présentation de la chaîne numérique de france.tv dédiée à Roland-Garros 2025.

### Vie personnelle
Alizé Lim a été la compagne de Jérémy Chardy avec lequel elle a joué en double mixte à Roland-Garros à deux reprises. À partir de juin 2019, elle a été quelque temps en couple avec Florent Manaudou. En mars 2021, elle confirme être en couple avec Tony Parker. Ils se séparent en février 2024.

## Parcours en Grand Chelem

### En simple dames
| Année | Open d'Australie | Open d'Australie | Internationaux de France | Internationaux de France | Wimbledon | Wimbledon   | US Open | US Open         |
| ----- | ---------------- | ---------------- | ------------------------ | ------------------------ | --------- | ----------- | ------- | --------------- |
| 2011  | —                | —                | —                        | —                        | —         | —           | Q1      | Anna Floris     |
| 2012  | —                | —                | Q1                       | Tamaryn Hendler          | —         | —           | —       | —               |
| 2013  | —                | —                | Q2                       | Y. Meusburger            | —         | —           | Q1      | Grace Min       |
| 2014  | Q3               | Carina Witthöft  | 1er tour (1/64)          | Serena Williams          | Q1        | Misa Eguchi | Q1      | Misa Eguchi     |
| 2015  | —                | —                | 1er tour (1/64)          | Andreea Mitu             | —         | —           | Q3      | Laura Siegemund |
| 2016  | Q2               | Wang Yafan       | 1er tour (1/64)          | Camila Giorgi            | Q1        | M. Zanevska | Q2      | Donna Vekić     |
| 2017  | Q1               | Barbora Štefková | 1er tour (1/64)          | Magda Linette            | —         | —           | —       | —               |
| 2018  | —                | —                | —                        | —                        | —         | —           | —       | —               |
| 2019  | —                | —                | Q1                       | Bernarda Pera            | —         | —           | —       | —               |

N.B. : à droite du résultat se trouve le nom de l'ultime adversaire.

### En double dames
| Année | Open d'Australie | Open d'Australie | Internationaux de France          | Internationaux de France       | Wimbledon | Wimbledon | US Open | US Open |
| ----- | ---------------- | ---------------- | --------------------------------- | ------------------------------ | --------- | --------- | ------- | ------- |
| 2011  | -                | -                | 1er tour (1/32) Victoria Larrière | Bethanie Mattek M. Shaughnessy | -         | -         | -       | -       |
| 2012  | -                | -                | -                                 | -                              | -         | -         | -       | -       |
| 2013  | -                | -                | 1er tour (1/32) Aravane Rezaï     | A. Hlaváčková Lucie Hradecká   | -         | -         | -       | -       |
| 2014  | -                | -                | 1er tour (1/32) Claire Feuerstein | Andrea Petkovic M. Rybáriková  | -         | -         | -       | -       |
| 2015  | -                | -                | 1er tour (1/32) Laura Thorpe      | Karin Knapp Roberta Vinci      | -         | -         | -       | -       |
| 2016  | -                | -                | 1er tour (1/32) M. Georges        | D. Cibulková Kirsten Flipkens  | -         | -         | -       | -       |
| 2017  | -                | -                | 1er tour (1/32) Manon Arcangioli  | Jennifer Brady Alison Riske    | -         | -         |         |         |

Sous le résultat, la partenaire ; à droite, l’ultime équipe adverse.

### En double mixte
| Année | Open d'Australie | Open d'Australie | Internationaux de France      | Internationaux de France          | Wimbledon | Wimbledon | US Open | US Open |
| ----- | ---------------- | ---------------- | ----------------------------- | --------------------------------- | --------- | --------- | ------- | ------- |
| 2013  | -                | -                | 2e tour (1/8) Jérémy Chardy   | Katarina Srebotnik Nenad Zimonjić | -         | -         | -       | -       |
| 2014  | -                | -                | 2e tour (1/8) Jérémy Chardy   | Y. Shvedova Bruno Soares          | -         | -         | -       | -       |
| 2015  | -                | -                | -                             | -                                 | -         | -         | -       | -       |
| 2016  | -                | -                | 1er tour (1/16) P.-H. Mathieu | Xu Yifan Marin Draganja           | -         | -         | -       | -       |

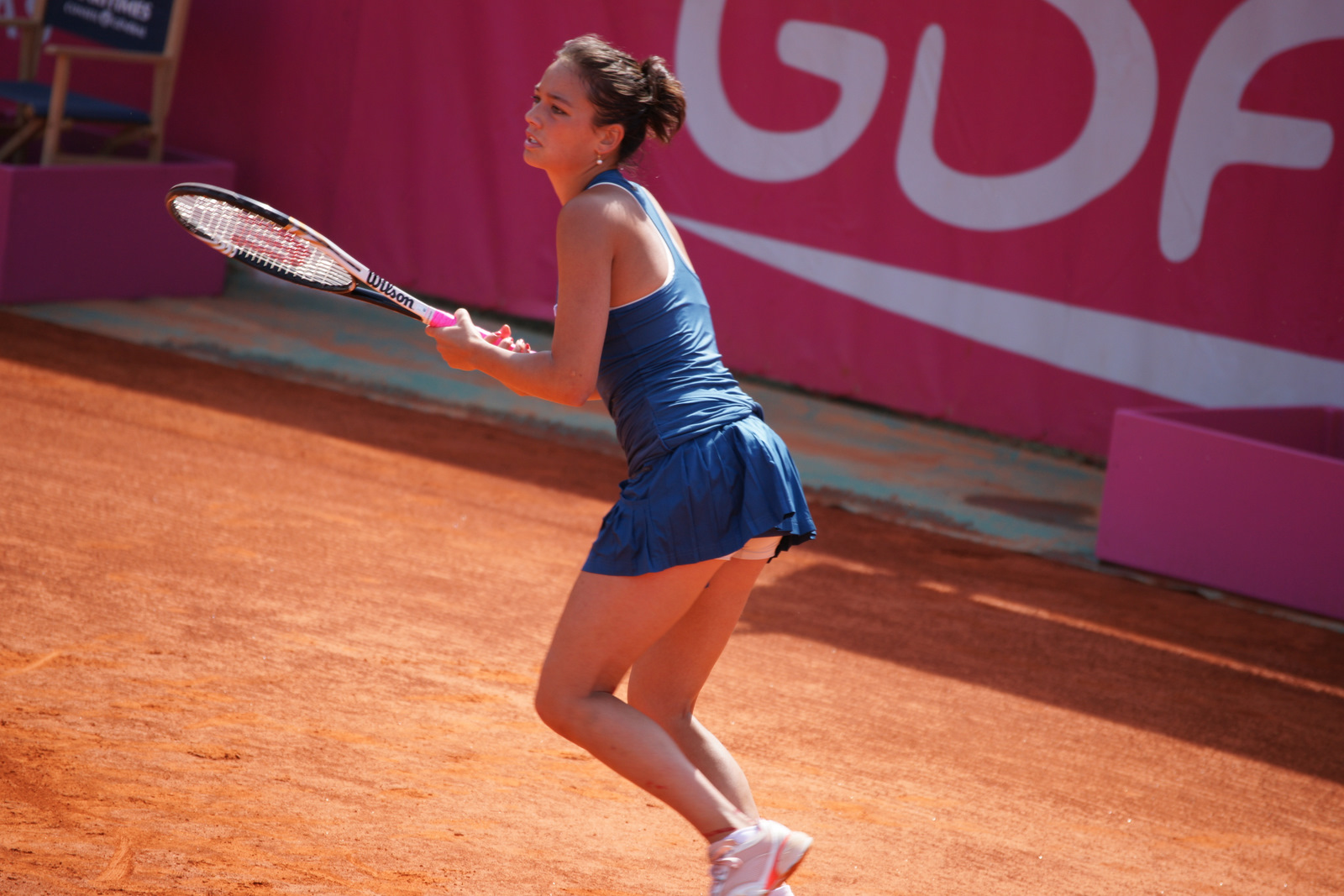
Alizé Lim au tournoi de tennis de Cagnes-sur-Mer en 2011.

Sous le résultat, le partenaire ; à droite, l’ultime équipe adverse.

## Classements WTA en fin de saison
| Année          | 2008 | 2009 | 2010 | 2011 | 2012 | 2013 | 2014 | 2015 | 2016 | 2017 | 2018 | 2019 | 2020 | 2021 | 2022 | 2023 | 2024 |
| Rang en simple | 973  | 789  | 300  | 260  | 297  | 158  | 237  | 154  | 215  | 306  | 371  | 538  | 615  | 818  | –    | –    | 1349 |
| Rang en double | –    | 827  | 344  | 381  | 275  | 251  | 359  | 342  | 148  | 666  | 1103 | 722  | 851  | 1131 | –    | –    | –    |

Source : (en) Classements de Alizé Lim sur le site officiel de la Fédération internationale de tennis

## Publication
- Alizé Lim (préf. Jeanne Siaud-Facchin), Éloge de l’inconditionnel : Témoignage d’une zèbre sur le court, Vuibert, 2021, 189 p. (ISBN 978-2-311-62523-3).